# Dusona filator
Dusona filator là một loài tò vò trong họ Ichneumonidae.